# Diplotemnus garypoides
Espèce
Synonymes
- Chelifer garypoides Ellingsen, 1906

Diplotemnus garypoides est une espèce de pseudoscorpions de la famille des Atemnidae.

## Distribution
Cette espèce se rencontre en Guinée-Bissau et en Afrique du Sud.

## Description
Le mâle holotype mesure 3 mm.

## Publication originale
- Ellingsen, 1906 : Report on the pseudoscorpions of the Guinea Coast (Africa) collected by Leonardo Fea. Annali del Museo Civico di Storia Naturale di Genova, sér. 3, vol. 2, p. 243-265 (texte intégral).